# Out On The Street
《Out On The Street》은 백두산의 기타리스트 김도균과 시나위의 보컬리스트 임재범의 만남으로 화제를 모았던 한국의 헤비 메탈 1세대 슈퍼 밴드 아시아나의 유일한 음반이다. 영국에서 20여 일간 녹음 작업을 진행했고 김도균과 임재범의 공동 작업으로 작곡을 진행했다.

## 배경
1989년 프로젝트 음반 《Rock In Korea》에 참여한 이후 음악 공부를 위해 영국으로 건너간 김도균은 한국에 있던 임재범을 불러 현지 멤버들과 밴드 사랑을 결성했다. 영국에서의 활동에 고무된 이들이 귀국해 결성한 밴드가 아시아나였다. 김도균과 임재범은 《Rock In Korea》 음반의 타이틀곡을 포함해 두 곡에서 이미 호흡을 맞춘 적이 있었다.

## 오프닝 무대로 데뷔
슈퍼 밴드 아시아나의 공식 첫 공연은 음반 발매 전에 열렸다. 이들은 1990년 일본의 헤비 메탈 밴드 라우드니스의 내한 공연에서 오프닝 무대를 담당했다. 당시 월간 《포토뮤직》에 실린 기사에 따르면, 이들은 라우드니스의 내한 공연 일정에 맞춰 밴드를 결성했다고 한다. 
이렇게 결성한 아시아나는 1990년 1월 영국 매트릭스 스튜디오에서 20여 일간 데뷔 음반에 수록할 노래의 녹음을 마치고 귀국했다. 수록곡의 작곡은 김도균과 임재범이 공동 진행했고 케니 존스가 프로듀싱을 했다. 

## 밴드 해산
전반적으로 양질의 음반이지만, 이 음반을 발매할 무렵의 국내 사정은 헤비 메탈 밴드에게 유리한 상황이 아니었다. 결국 오래 지나지 않아 밴드는 해산했다. 김도균은 3인조 백두산을 재결성했고, 김영진은 시나위의 신대철, 오경환과 함께 자유를 결성했다. 
임재범은 솔로로 독립해 인기 가수의 대열에 합류했다. 이 음반의 CD는 LP와 카세트테이프를 발매한 이듬해인 1991년에 나왔고, 2002년, 2015년 두 번에 걸쳐 재발매한 한국 록 음악의 중요 음반이다. 2015년 레드캐슬에서 발매한 LP 미니어처 CD에는 광주민주화운동에 대한 내용을 담은 탓에 음반 발표 때 누락했던 〈Soldier's Came〉을 보너스 트랙으로 담았다.

## 곡 목록
모든 곡들은 특별한 언급이 없는 한 김도균과 임재범 그리고 데이브에 의해 작사/작곡하였다.
| #  | 제목             | 재생 시간 |
| -- | ---------------- | --------- |
| 1. | 〈Breaking Out〉 | 4:25      |
| 2. | 〈Struggle〉     | 4:25      |
| 3. | 〈Tom Kat〉      | 5:15      |
| 4. | 〈Paradom〉      | 5:32      |

| #  | 제목                  | 작사·작곡      | 재생 시간 |
| -- | --------------------- | -------------- | --------- |
| 1. | 〈Out On The Street〉 |                | 4:10      |
| 2. | 〈Missing You〉       | 김도균, 임재범 | 4:45      |
| 3. | 〈Asiana〉            |                | 6:00      |
| 4. | 〈Dancing All Alone〉 |                | 4:37      |

| #  | 제목               | 재생 시간 |
| -- | ------------------ | --------- |
| 1. | 〈Soldier's Came〉 | 5:42      |